# Abel Bergaigne
Abel Henri Joseph Bergaigne, né le 31 août 1838 à Vimy (Pas-de-Calais) - mort le 6 août 1888 à La Grave, est un indianiste français. Il fut l'un des plus grands érudits de son époque en langue sanskrite.

## Biographie

### Jeunesse, études et vie privée
Son père est receveur de l'enregistrement. Il suit ses études secondaires au lycée d'Amiens, et passe en 1857 le concours de l'enregistrement, où il se classe premier.
Il se rend à Paris pour suivre les cours d'Eugène-Louis Hauvette-Besnault. Reprenant ses études, il obtient une licence de lettres en 1866. Puis, le 31 mars 1877, il soutient ses deux thèses de doctorat ès lettres à la Faculté de Paris. La première, en français, traite des dieux souverains dans la religion védique. La deuxième, en latin, s'interroge sur le subjonctif et l'optatif dans les langues indo-européennes. 
Il est marié à Marie Lehugeur. Il perd sa jeune épouse et leur fils Alfred en 1878.

### Parcours professionnel
En 1867, Bergaigne est engagé comme enseignant-répétiteur en sanskrit à l'École pratique des hautes études, nouvellement créée à la Sorbonne. Cette activité est interrompue par sa participation à la Guerre franco-allemande de 1870, dans laquelle il sert comme lieutenant de la Garde nationale.
En 1877, il devient maître de conférence à la Sorbonne après être devenu docteur ès lettres au cours de la même année puis, en 1885, Bergaigne est nommé professeur de sanskrit et linguistique comparée à la Sorbonne et devient membre de l'Académie des inscriptions et belles-lettres.
Il est membre de la Société de linguistique à partir de 1865.
Il meurt accidentellement, le 6 août 1888, lors d'une randonnée dans les Alpes françaises.

## Travaux scientifiques
Ses études sur l'interprétation du Rig-Véda lui ont assuré une renommée mondiale. Ainsi, le linguiste allemand Richard Pischel tenait Bergaigne pour le plus grand connaisseur du Rig-Véda qui ait jamais existé.
Bergaigne a souligné que le Rig-Véda, loin d'être une collection d'écrits simples et primitifs sur la religion, doit au contraire être considéré comme le travail de prêtres hautement qualifiés  sur la liturgie et les rites sacrificiels. Il est encore renommé de nos jours pour son interprétation philologique rigoureuse du Rig-Véda.

## Œuvres et publications
- Le Bhâminî-vilâsa: recueil de sentences du pandit Djagannâtha, A. Franck (Paris), 1872 (Bibliothèque de l'Ecole des hautes études. Sciences historiques et philologiques, 9).
- Du Rôle de la dérivation dans la déclinaison indo-européenne, impr. de Gouverneur (Nogent-le-Rotrou), 1875, lire en ligne sur Gallica.
- (la) De Conjunctivi et optativi in indoeuropaeis linguis informatione et vi antiquissima, (Facultati litterarum parisiensi thesim proponebat Abel Bergaigne), [thèse], apud F. Vieweg (Lutetiae Parisiorum), 1877, lire en ligne sur Gallica.
- Les dieux souverains de la religion védique, (thèse pour le doctorat, présentée à la Faculté des lettres de Paris), F. Vieweg (Paris), 1877, lire en ligne sur Gallica.
- Essai sur la construction grammaticale considérée dans son développement historique, en sanscrit, en grec, en latin, dans les langues romanes et dans les langues germaniques, Société de Linguistique (Paris), 1877 (rédigé en 1873), lire en ligne sur Gallica.
- La religion védique d'après les hymnes du Rig-Veda, F. Vieweg (Paris), E. Bouillon (Paris), 1878-1897 :

1. tome premier (1878), lire en ligne sur Gallica.
2. tome deuxième, en deux parties (1883), lire en ligne sur Gallica.
3. tome troisième (1897, index par M. Bloomfield)

- Les Inscriptions sanscrites du Cambodge, examen sommaire d'un envoi de M. Aymonier, par MM. Barth, Bergaigne et Senart. Rapport à M. le président de la Société asiatique, 1882.
- Études sur le lexique du Rig-Veda, Impr. nationale (Paris), 1884, lire en ligne sur Gallica.
- Manuel pour étudier la langue sanscrite. Chrestomathie, lexique, principes de grammaire, F. Vieweg (Paris), 1884, lire en ligne sur Gallica.
- M. Ludwig et la chronologie du Rig-Véda, Impr. nationale (Paris), 1886, lire en ligne sur Gallica.
- Recherches sur l'histoire de la liturgie védique. La forme métrique des hymnes du Rig-Véda, 1888.

En collaboration
- avec Victor Henry, Manuel pour étudier le sanscrit védique. Précis de grammaire, chrestomathie, lexique, E. Bouillon (Paris), 1890, lire en ligne sur Gallica.

Traductions
- Nāgānanda: la joie des serpents, drame bouddhique attribué au roi Śrī Harṣa Deva, traduit pour la première fois du sanscrit et du prākrit en français par Abel Bergaigne, Ernest Leroux (Paris), 1879.
- Kâlidâsa, Sacountala, drame en sept actes mêlé de prose et de vers, traduit par Abel Bergaigne et Paul Lehugeur, son beau-frère, Librairie des bibliophiles (Paris) 1884, lire en ligne sur Gallica, rééd.1965.
- Georg Curtius, La chronologie dans la formation des langues indo-germaniques, A. Franck (Paris) 1869, Texte intégral.
- Quarante hymnes du Rig-Véda, traduits et commentés par Abel Bergaigne, publiés par Victor Henry, E. Bouillon (Paris) 1895, Texte intégral.

## Décorations
- Chevalier de la Légion d'honneur en 1887[10]

## Sources
- (sv) Nordisk Familjebok, « Abel Bergaigne », 1904